# Lister Platz

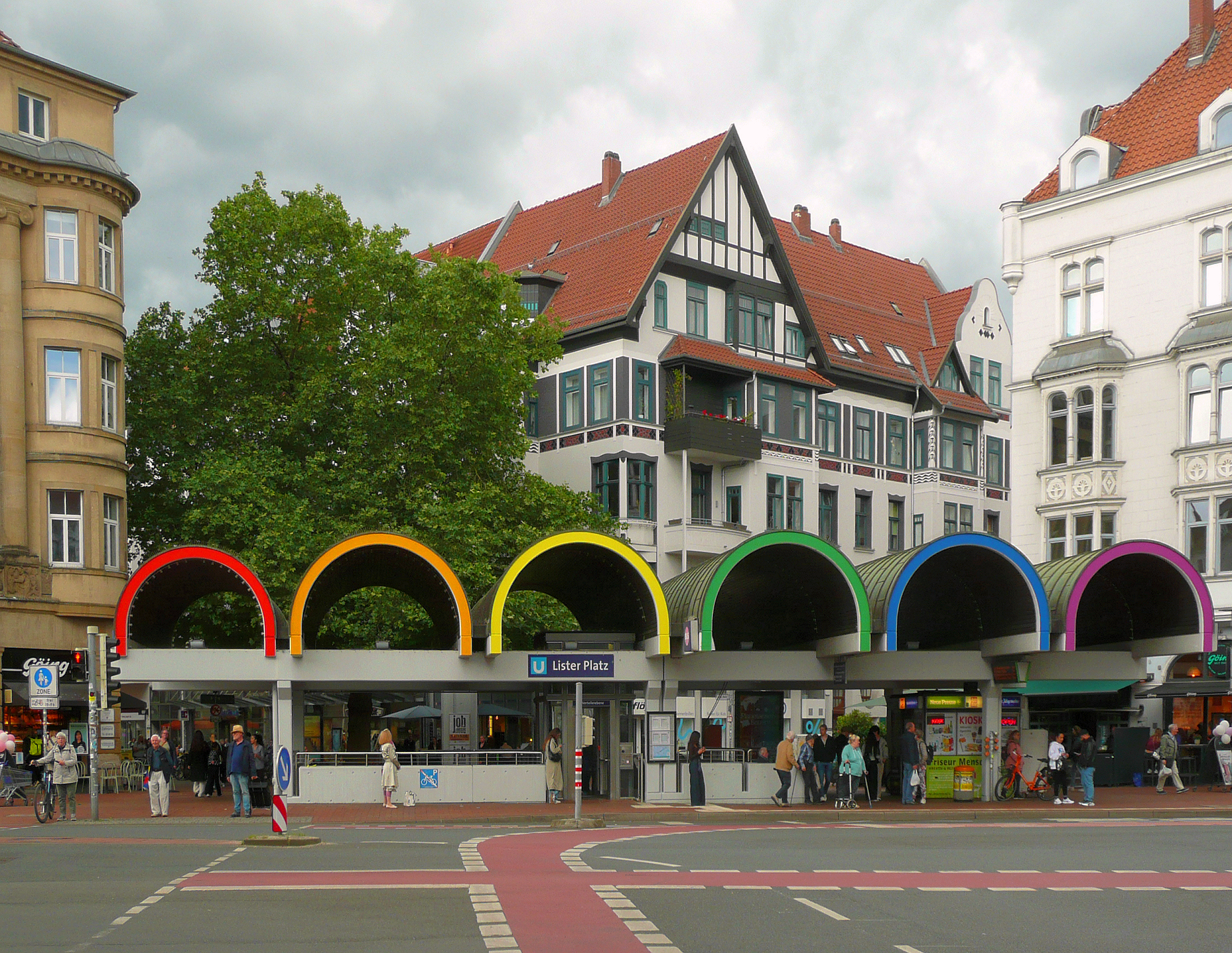
Eingang der U-Bahn-Station am Lister Platz mit Regenbogenfarben

Der Lister Platz in Hannover ist eine platzartige Straßenkreuzung im Süden des Stadtteils List.

## Geschichte
Die Straßenkreuzung war bereits um 1850 vorhanden. Hier verlief die alte Landstraße von Hannover nach Celle (Alte Celler Heerstraße). 1907 erhielt der Platz den Namen Lister Platz als ein Mittelpunkt des Stadtteils. Von 1933 bis 1945 hieß er Hugenbergplatz, benannt nach Alfred Hugenberg.

## Beschreibung
Am Lister Platz endet die am Hauptbahnhof beginnende Lister Meile, die in ihrem nördlichen Abschnitt eine Fußgängerzone ist. Ihre Achse wird fortgeführt von der hier beginnenden Podbielskistraße, die in nordöstlicher Richtung den Stadtteil List durchquert und nach Groß-Buchholz und Lahe führt. In nordwestlicher Richtung beginnt am Lister Platz die Ferdinand-Wallbrecht-Straße, deren Achse in südöstlicher Richtung von der Bödekerstraße aufgenommen wird. Weitere im Platz mündende Straßen sind die Lister Straße, die am historischen Standort der Bahlsen-Keksfabrik vorbeiführt, sowie die Oskar-Winter-Straße, die, als Fußgängerzone beginnend, an der Markuskirche vorbei zur Eilenriede führt.
An der Ecke Bödekerstraße/Podbielskistraße steht eine von zehn erhaltenen denkmalgeschützten Standuhren von Adolf Falke (sogenannte Falke-Uhr).

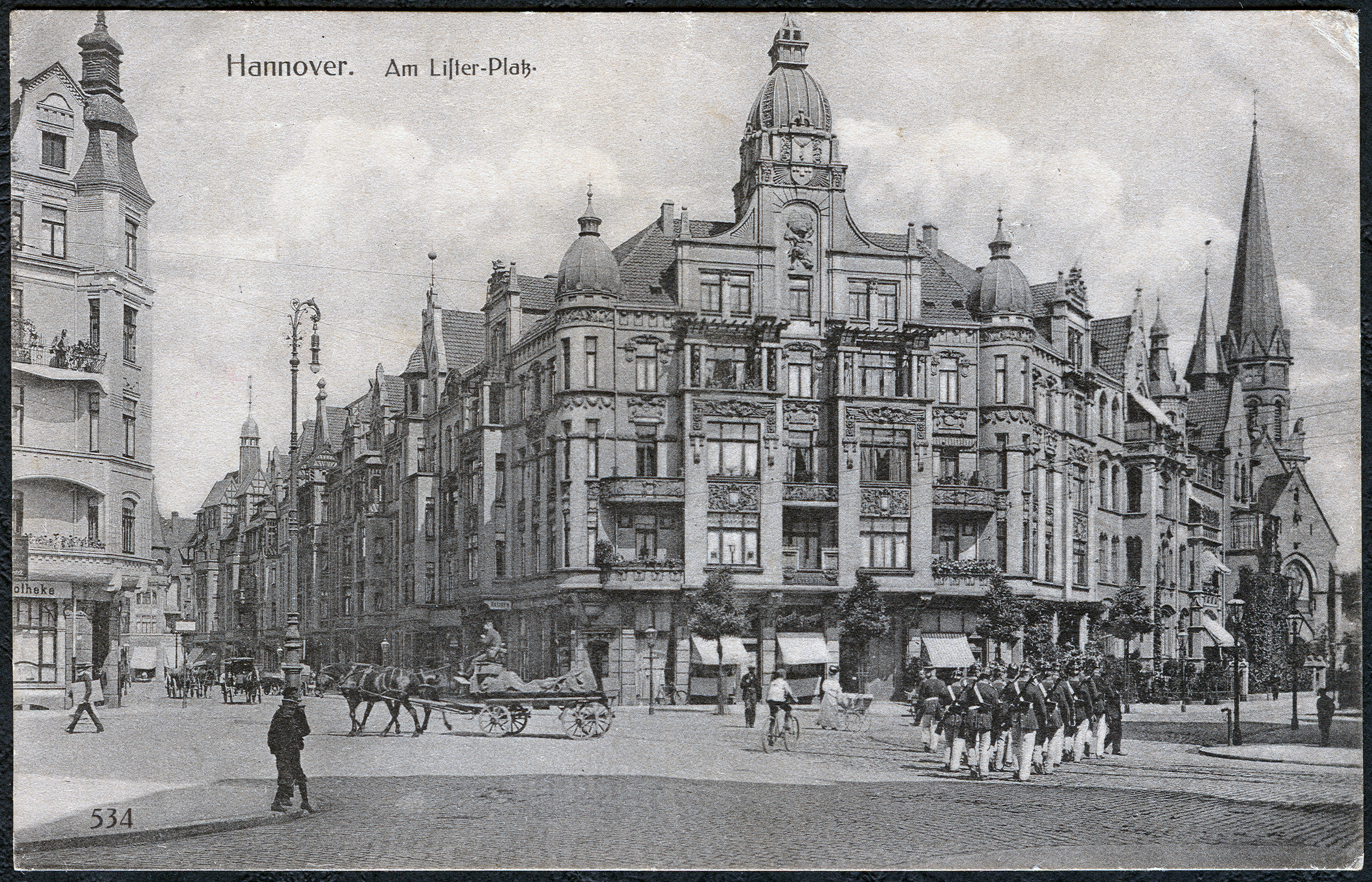
Lister Platz um 1900
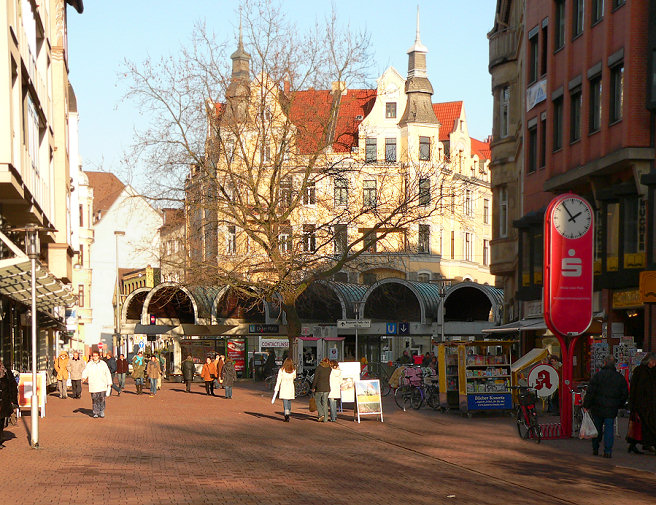
Lister Platz mit Eingang zur U-Bahn-Station
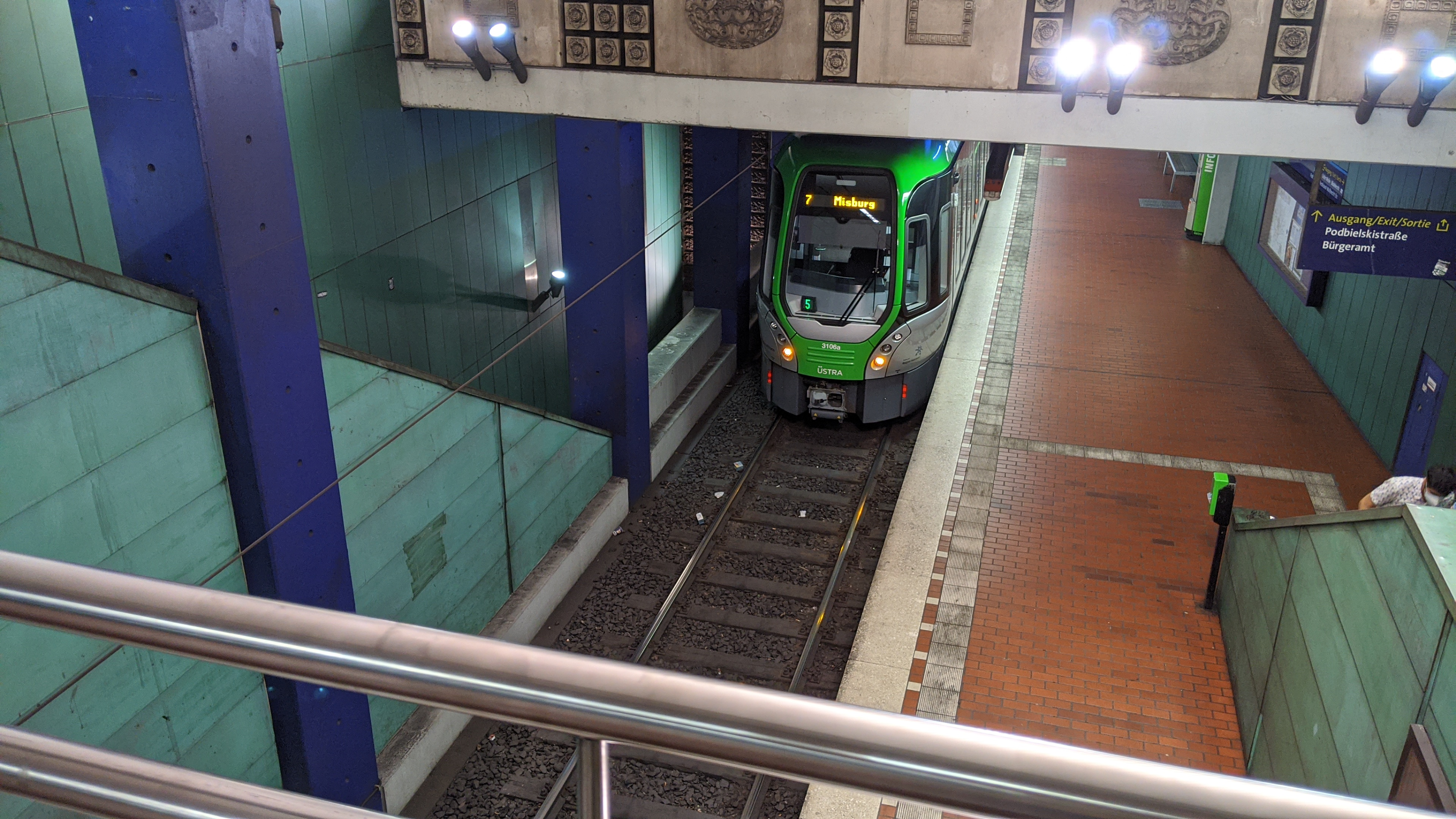
U-Bahn-Station Lister Platz, oberer Bahnsteig, links die Rolltreppe zum unteren Bahnsteig

## U-Bahn-Station
Die U-Bahn-Station Lister Platz entstand 1976 im Zuge des Baus der Stadtbahn Hannover. Wegen der beengten Platzverhältnisse in diesem Bereich mussten die Gleise übereinander errichtet werden statt wie üblich nebeneinander. Hier verkehren die Stadtbahnlinien 3, 7 und 13.
| Linie | Verlauf | Takt                                       |
| ----- | --- | ------------------------------------------ |
| 3     | Altwarmbüchen – Paracelsusweg – Noltemeyerbrücke – Vier Grenzen – Lister Platz – Hauptbahnhof – Kröpcke – Markthalle/Landtag – Waterloo – Allerweg – Bahnhof Linden/Fischerhof – Wallensteinstraße – Mühlenberger Markt – Wettbergen              | 10 min (werktags) 15 min (sonn-/feiertags) |
| 7     | Misburg – Schierholzstraße – Paracelsusweg – Noltemeyerbrücke – Vier Grenzen – Lister Platz – Hauptbahnhof – Kröpcke – Markthalle/Landtag – Waterloo – Allerweg – Bahnhof Linden/Fischerhof – Wallensteinstraße – Mühlenberger Markt – Wettbergen | 10 min (werktags) 15 min (sonn-/feiertags) |
| 13    | Fasanenkrug – Noltemeyerbrücke – Vier Grenzen – Lister Platz – Hauptbahnhof – Kröpcke – Markthalle/Landtag – Waterloo – Allerweg – Bahnhof Linden/Fischerhof – Wallensteinstraße – Hemmingen                                                      | 10 min (werktags) 15 min (sonn-/feiertags) |

## Pressespiegel
- Julia Pennigsdorf: Hilflosigkeit beim Thema Lister Platz. In: Hannoversche Allgemeine Zeitung, 26. November 2010.